# Острова Торресова пролива
Острова Торресова пролива (англ. Torres Strait Islands) — группа, по крайней мере, из 274 мелких островов, расположенных в Торресовом проливе, разделяющем северный мыс Кейп-Йорк континентальной Австралии и остров Новая Гвинея. Острова преимущественно входят в штат Квинсленд Австралийского Союза, хотя имеют особый статус для обеспечения прав коренных меланезийцев. Острова выделяются в отдельный регион. Острова управляются местным правительством — Региональным управлением Торресова пролива. Несколько островов сильно приближены к берегу Новой Гвинеи и административно принадлежат Западной Провинции Папуа — Новой Гвинеи. Наиболее значимый из этих островов — остров Дару, на котором находится одноимённая столица Западной Провинции — город Дару.

## География

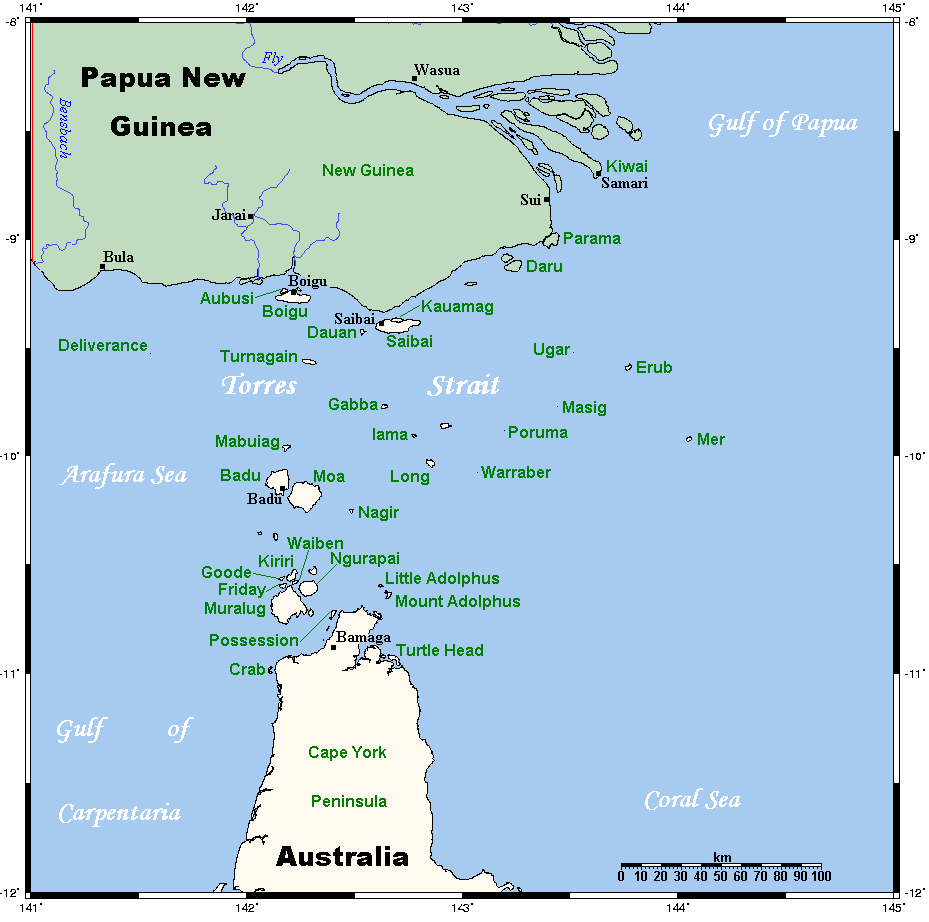
Острова Торресова пролива

Острова Торресова пролива образуют группу островов, тянущуюся примерно на 150 км от материковой части Австралии до острова Новая Гвинея и на 200—300 км с запада на восток. Общая площадь островов составляет около 48 тысяч км². Площадь суши — 566 км². С западной стороны архипелаг омывается водами Арафурского моря, с восточной — Кораллового моря.
В период последнего ледникового периода район, где сейчас расположены острова Торресова пролива, представлял собой сухопутный мост, связывавший современную континентальную часть Австралии с Новой Гвинеей (объединённые вместе, они были известны как континент Сахул или Австралия-Новая Гвинея). Этот сухопутный мост был относительно недавно затоплен из-за повышения уровня Мирового океана в конце последнего оледенения ледникового периода (около 12 000 лет назад). В результате этого образовался Торресов пролив, соединяющий Арафурское и Коралловое моря. Бурение коралловых рифов в этом районе показало, что архипелаг приобрёл свои современные очертания примерно в 8-7 тысячелетиях до нашей эры. При этом геологический процесс формирования островов в проливе продолжается до сих пор. Многие из западных Торресовых островов — это вершины сухопутного моста, которые не были затоплены.
Острова и примыкающие к ним воды и рифы создают крайне разнообразные земные и водные экосистемы с убежищами для многих редких или уникальных видов. Морская фауна островов включает в себя дюгоней (водное млекопитающее; единственный представитель семейства дюгоней отряда сирен, обитающий в основном в водах Новой Гвинеи), а также зелёную черепаху, биссу и австралийскую зелёную черепаху. Острова Торресова пролива являются местом гнездования и обитания для многочисленных видов птиц, включая двухцветного плодоядного голубя, который является символом национальной эмблемы островитян.
Исходя из геологической структуры и месторасположения, острова, как правило, делят на четыре основные группы:
- западная группа островов преимущественно вулканического происхождения;
- центральная группа островов преимущественно кораллового происхождения;
- северная группа, острова которой сформировались преимущественно из аллювиальных отложений новогвинейских рек (это, как правило, низменные острова с обширными болотистыми местностями);
- восточная группа островов, сформировавшихся в результате относительно недавней с точки зрения геологии вулканической активности.

Географически острова разделены на пять групп:
- Острова Топ-Уэстерн-Айлендс (англ. Top Western Islands, в переводе «Верхне-Западные острова»)
- Острова Уэстерн-Айлендс (англ. Western Islands), или Ближне-Западные острова (англ. Near Western islands), включая острова Баду, Мабуиаг и Моа.
- Острова Лоуэр-Уэстерн-Айлендс (англ. Lower Western Islands), или Внутренние острова (англ. Inner islands), включая острова Хаммонд, Принца Уэльского, Нгурупаи (Хорн), Терсди (Ваибене), Нагир.
- Острова Сентрал-Айлендс (англ. Central Islands), включая острова Иама (Ям), Масиг (Йорк), Порума, Варрабер.
- Острова Истерн (англ. Eastern Islands), или Восточные острова, включая острова Мер (Марри), Дарнли (Эруб).

Список островов Торресова пролива
| №   | Остров                      | Координаты                       | Группа островов   | Население, чел. | Площадь, км² |
| --- | --------------------------- | -------------------------------- | ----------------- | --------------- | ------------ |
| 1   | Aipus Island                | 9°56′28″ ю. ш. 142°10′19″ в. д.  | Bellevue Islands  |                 |              |
| 2   | Albany Island               | 10°43′48″ ю. ш. 142°36′18″ в. д. | Manar Group       |                 |              |
| 3   | Allison Islet               | 10°06′00″ ю. ш. 142°04′59″ в. д. |                   |                 |              |
| 4   | Anchor Cay                  | 9°22′01″ ю. ш. 144°07′01″ в. д.  |                   |                 |              |
| 5   | Arden Island                | 9°52′01″ ю. ш. 143°10′01″ в. д.  |                   |                 |              |
| 6   | Aubussi Island              | 9°13′59″ ю. ш. 142°10′01″ в. д.  | Talbot Islands    |                 |              |
| 7   | Aukane Islet                | 9°52′01″ ю. ш. 143°24′00″ в. д.  | Bourke Isles      |                 |              |
| 8   | Aureed Island               | 9°57′00″ ю. ш. 143°16′59″ в. д.  | Bourke Isles      |                 |              |
| 9   | Баду                        | 10°07′01″ ю. ш. 142°09′00″ в. д. |                   | 690             | 97,8         |
| 10  | Barn Island                 | 10°50′20″ ю. ш. 142°22′52″ в. д. |                   |                 |              |
| 11  | Barney Island               | 10°13′08″ ю. ш. 142°10′01″ в. д. |                   |                 |              |
| 12  | Bet Islet                   | 10°08′46″ ю. ш. 142°49′08″ в. д. | The Three Sisters |                 |              |
| 13  | Боигу                       | 9°10′ ю. ш. 142°08′ в. д.        | Talbot Islands    | 270             | 72,2         |
| 14  | Bond Island                 | 10°04′26″ ю. ш. 142°15′54″ в. д. |                   |                 |              |
| 15  | Booby Island                | 10°36′14″ ю. ш. 141°59′28″ в. д. |                   |                 |              |
| 16  | Bramble Cay                 | 9°07′59″ ю. ш. 143°52′59″ в. д.  |                   |                 |              |
| 17  | Browne Island               | 10°13′26″ ю. ш. 142°09′14″ в. д. |                   |                 |              |
| 18  | Bush Islet                  | 10°42′32″ ю. ш. 142°35′53″ в. д. | Manar Group       |                 |              |
| 19  | Campbell Island             | 9°33′36″ ю. ш. 143°29′35″ в. д.  |                   |                 |              |
| 20  | Canoe Island                | 10°20′38″ ю. ш. 142°06′32″ в. д. |                   |                 |              |
| 21  | Cap Islet                   | 9°50′10″ ю. ш. 142°42′54″ в. д.  | Bellevue Islands  |                 |              |
| 22  | Castle Island               | 10°02′49″ ю. ш. 142°09′29″ в. д. |                   |                 |              |
| 23  | Порум (Coconut)             | 10°02′56″ ю. ш. 143°04′05″ в. д. |                   | 180             | 0,54         |
| 24  | Crab Island                 | 10°56′13″ ю. ш. 142°06′22″ в. д. |                   |                 |              |
| 25  | Dalrymple Islet             | 9°36′00″ ю. ш. 143°18′00″ в. д.  |                   |                 |              |
| 26  | Дарнли                      | 9°35′13″ ю. ш. 143°46′16″ в. д.  |                   | 316             | 5,5          |
| 27  | Дауан (Dauan Island)        | 9°25′23″ ю. ш. 142°32′10″ в. д.  |                   | 120             | 4            |
| 28  | Dayman Island               | 10°45′43″ ю. ш. 142°22′26″ в. д. |                   |                 |              |
| 29  | Deliverance Island          | 9°31′01″ ю. ш. 141°34′19″ в. д.  |                   |                 |              |
| 30  | Dove Islet                  | 9°58′59″ ю. ш. 143°01′01″ в. д.  |                   |                 |              |
| 31  | Dugong Islet                | 10°31′12″ ю. ш. 143°06′00″ в. д. |                   |                 |              |
| 32  | Dumaralug Island            | 10°45′50″ ю. ш. 142°12′47″ в. д. |                   |                 |              |
| 33  | East Cay                    | 9°24′00″ ю. ш. 144°13′01″ в. д.  |                   |                 |              |
| 34  | East Strait Island          | 10°29′46″ ю. ш. 142°27′00″ в. д. |                   |                 |              |
| 35  | Eborac Island               | 10°40′55″ ю. ш. 142°32′02″ в. д. | Manar Group       |                 |              |
| 36  | Entrance Island             | 10°43′05″ ю. ш. 142°17′46″ в. д. |                   |                 |              |
| 37  | Farewell Islets             | 10°03′00″ ю. ш. 142°04′01″ в. д. |                   |                 |              |
| 38  | Flat Islet                  | 10°07′01″ ю. ш. 142°04′59″ в. д. |                   |                 |              |
| 39  | Фридей (Friday Island)      | 10°35′49″ ю. ш. 142°09′54″ в. д. |                   | 20              | 4,8          |
| 40  | Gabba Island                | 9°45′54″ ю. ш. 142°37′59″ в. д.  |                   |                 |              |
| 41  | Getullai Island             | 10°10′59″ ю. ш. 142°31′01″ в. д. |                   |                 |              |
| 42  | Goods Island                | 10°33′47″ ю. ш. 142°09′36″ в. д. |                   |                 |              |
| 43  | Great Woody Island          | 10°42′14″ ю. ш. 142°21′11″ в. д. |                   |                 |              |
| 44  | Green Islet                 | 10°11′28″ ю. ш. 142°07′05″ в. д. |                   |                 |              |
| 45  | Halfway Island              | 10°07′59″ ю. ш. 143°18′00″ в. д. |                   |                 |              |
| 46  | Хаммонд                     | 10°32′46″ ю. ш. 142°12′50″ в. д. |                   | 204             | 14,5         |
| 47  | Hawkesbury Island           | 10°22′16″ ю. ш. 142°07′55″ в. д. |                   |                 |              |
| 48  | High Island                 | 10°12′00″ ю. ш. 142°10′08″ в. д. |                   |                 |              |
| 49  | Нгурупаи (Хорн)             | 10°11′28″ ю. ш. 142°07′05″ в. д. |                   | 650             | 53,8         |
| 50  | Ida Island                  | 10°42′36″ ю. ш. 142°33′29″ в. д. | Manar Group       |                 |              |
| 51  | Kabbikane Islet             | 9°49′08″ ю. ш. 143°25′05″ в. д.  | Bourke Isles      |                 |              |
| 52  | Kamutnab Islet              | 9°57′36″ ю. ш. 142°09′11″ в. д.  | Bellevue Islands  |                 |              |
| 53  | Kanig Island                | 10°14′31″ ю. ш. 142°04′59″ в. д. |                   |                 |              |
| 54  | Kaumag Island               | 9°22′05″ ю. ш. 142°41′46″ в. д.  |                   |                 |              |
| 55  | Keatinge Islet              | 10°39′00″ ю. ш. 142°41′00″ в. д. | Bellevue Islands  |                 |              |
| 56  | Keats Island                | 9°40′59″ ю. ш. 143°25′59″ в. д.  | Yorke Islands     |                 |              |
| 57  | Kerr Islet                  | 9°37′01″ ю. ш. 141°34′01″ в. д.  |                   |                 |              |
| 58  | Lacey Island                | 10°36′43″ ю. ш. 142°36′36″ в. д. |                   |                 |              |
| 59  | Layoak Islet                | 9°51′00″ ю. ш. 143°19′01″ в. д.  | Bourke Isles      |                 |              |
| 60  | Little Adolphus Island      | 10°35′38″ ю. ш. 142°36′58″ в. д. |                   |                 |              |
| 61  | Little Woody Island         | 10°42′54″ ю. ш. 142°20′38″ в. д. |                   |                 |              |
| 62  | Lowry Islet                 | 10°06′00″ ю. ш. 142°49′01″ в. д. |                   |                 |              |
| 63  | Мабуиаг                     | 9°57′14″ ю. ш. 142°10′52″ в. д.  | Bellevue Islands  | 50              | 7,5          |
| 64  | Mai Islet                   | 10°43′19″ ю. ш. 142°37′30″ в. д. |                   |                 |              |
| 65  | Maitak Island               | 10°13′59″ ю. ш. 142°04′59″ в. д. |                   |                 |              |
| 66  | Marsden Islet               | 9°43′01″ ю. ш. 143°22′01″ в. д.  | Yorke Islands     |                 |              |
| 67  | Meddler Island              | 10°42′07″ ю. ш. 142°22′59″ в. д. |                   |                 |              |
| 68  | Meth Islet                  | 10°13′23″ ю. ш. 142°04′01″ в. д. | Duncan Islands    |                 |              |
| 69  | Middle Brother Islet        | 10°42′43″ ю. ш. 142°40′52″ в. д. | Manar Group       |                 |              |
| 70  | Mimi Islet                  | 9°57′00″ ю. ш. 143°24′00″ в. д.  | Bourke Isles      |                 |              |
| 71  | Моа                         | 10°10′59″ ю. ш. 142°16′01″ в. д. |                   | 394             | 171,7        |
| 72  | Moimi Island                | 9°13′59″ ю. ш. 142°15′00″ в. д.  | Talbot Islands    |                 |              |
| 73  | Morilug Islet               | 10°49′19″ ю. ш. 142°41′00″ в. д. |                   |                 |              |
| 74  | Mouinndo Islet              | 10°49′41″ ю. ш. 142°21′58″ в. д. |                   |                 |              |
| 75  | Mount Adolphus Island       | 10°40′23″ ю. ш. 142°39′07″ в. д. |                   |                 |              |
| 76  | Нагир (Mount Ernest Island) | 10°15′00″ ю. ш. 142°28′59″ в. д. |                   |                 |              |
| 77  | Murangi Islet               | 10°41′42″ ю. ш. 142°29′35″ в. д. |                   |                 |              |
| 78  | Мер (Марри)                 | 9°55′59″ ю. ш. 144°03′07″ в. д.  |                   | 431             | 4,1          |
| 79  | Nepean Island               | 9°34′01″ ю. ш. 143°39′00″ в. д.  |                   |                 |              |
| 80  | Nicklin Islet               | 10°40′16″ ю. ш. 142°39′00″ в. д. |                   |                 |              |
| 81  | North Island                | 9°57′00″ ю. ш. 142°12′00″ в. д.  |                   |                 |              |
| 82  | North Possession Island     | 10°04′55″ ю. ш. 142°19′37″ в. д. |                   |                 |              |
| 83  | North West Islet            | 10°40′01″ ю. ш. 142°06′00″ в. д. |                   |                 |              |
| 84  | Obelisk Islet               | 10°06′00″ ю. ш. 142°06′00″ в. д. |                   |                 |              |
| 85  | Пеик (Packe Island)         | 10°44′35″ ю. ш. 142°13′23″ в. д. |                   | 10              | 0,7          |
| 86  | Passage Island              | 9°58′37″ ю. ш. 142°14′21″ в. д.  |                   |                 |              |
| 87  | Pearce Cay                  | 9°30′00″ ю. ш. 143°16′59″ в. д.  |                   |                 |              |
| 88  | Phipps Island               | 10°16′37″ ю. ш. 142°06′07″ в. д. |                   |                 |              |
| 89  | Poll Islet                  | 10°12′00″ ю. ш. 142°49′59″ в. д. | The Three Sisters |                 |              |
| 90  | Yeta                        | 10°26′ ю. ш. 142°08′ в. д.       | Inner islands     |                 |              |
| 91  | Portlock Island             | 10°07′01″ ю. ш. 142°21′32″ в. д. |                   |                 |              |
| 92  | Принца Уэльского            | 10°41′02″ ю. ш. 142°11′06″ в. д. |                   | 20              | 204,6        |
| 93  | Pulu Islet                  | 9°57′25″ ю. ш. 142°09′47″ в. д.  | Bellevue Islands  |                 |              |
| 94  | Quoin Island                | 10°42′47″ ю. ш. 142°22′12″ в. д. |                   |                 |              |
| 95  | Red Island                  | 10°53′02″ ю. ш. 142°21′32″ в. д. |                   |                 |              |
| 96  | Red Wallis Island           | 10°50′56″ ю. ш. 142°01′34″ в. д. |                   |                 |              |
| 97  | Rennel Island               | 9°46′01″ ю. ш. 143°16′01″ в. д.  | Yorke Islands     |                 |              |
| 98  | Roberts Islet               | 9°58′01″ ю. ш. 143°07′01″ в. д.  | Bourke Isles      |                 |              |
| 99  | Roko Island                 | 10°44′28″ ю. ш. 142°24′36″ в. д. |                   |                 |              |
| 100 | Saddle Island               | 10°10′01″ ю. ш. 142°40′59″ в. д. |                   |                 |              |
| 101 | Саибаи (Saibai Island)      | 9°23′24″ ю. ш. 142°37′12″ в. д.  |                   | 317             | 107,9        |
| 102 | Salter Island               | 10°35′53″ ю. ш. 142°38′13″ в. д. |                   |                 |              |
| 103 | Sassie Island               | 10°01′59″ ю. ш. 142°51′00″ в. д. |                   |                 |              |
| 104 | Smith Cay                   | 9°45′00″ ю. ш. 143°19′59″ в. д.  | Yorke Islands     |                 |              |
| 105 | Spencer Island              | 10°17′24″ ю. ш. 142°06′04″ в. д. |                   |                 |              |
| 106 | Стефенс (Stephens Island)   | 9°30′25″ ю. ш. 143°32′42″ в. д.  |                   | 100             | 0,35         |
| 107 | Suarji Island               | 10°10′01″ ю. ш. 142°31′01″ в. д. |                   |                 |              |
| 108 | Subur Islet                 | 9°58′19″ ю. ш. 142°13′01″ в. д.  | Bellevue Islands  |                 |              |
| 109 | Варрабер (Sue)              | 10°12′25″ ю. ш. 142°49′30″ в. д. | The Three Sisters | 216             | 0,8          |
| 110 | Терсди                      | 10°34′44″ ю. ш. 142°13′12″ в. д. |                   | 2682            | 3,5          |
| 111 | Tobin Island                |                                  |                   |                 |              |
| 112 | Travers Island              | 10°22′05″ ю. ш. 142°21′47″ в. д. |                   |                 |              |
| 113 | Tree Island                 | 10°42′14″ ю. ш. 142°35′49″ в. д. |                   |                 |              |
| 114 | Tudu Island                 | 9°48′00″ ю. ш. 142°58′01″ в. д.  |                   |                 |              |
| 115 | Tukupai Island              | 10°12′29″ ю. ш. 142°08′46″ в. д. |                   |                 |              |
| 116 | Turnagain Island            | 9°34′01″ ю. ш. 142°16′59″ в. д.  |                   |                 |              |
| 117 | Turtle Head Island          | 10°55′48″ ю. ш. 142°40′48″ в. д. |                   |                 |              |
| 118 | Turtle Island               | 10°53′20″ ю. ш. 142°41′46″ в. д. |                   |                 |              |
| 119 | Turu Cay                    | 9°49′01″ ю. ш. 141°25′01″ в. д.  |                   |                 |              |
| 120 | Twin Island                 | 10°27′46″ ю. ш. 142°26′32″ в. д. |                   |                 |              |
| 121 | Underdown Islet             | 9°28′59″ ю. ш. 143°52′01″ в. д.  |                   |                 |              |
| 122 | Warakuikul Talab Island     | 9°57′00″ ю. ш. 142°13′16″ в. д.  | Bellevue Islands  |                 |              |
| 123 | Wednesday Island            | 10°31′37″ ю. ш. 142°18′25″ в. д. |                   |                 |              |
| 124 | West Island                 | 10°21′36″ ю. ш. 142°03′11″ в. д. |                   |                 |              |
| 125 | Whale Island                | 10°14′46″ ю. ш. 142°04′16″ в. д. |                   |                 |              |
| 126 | Widul Island                | 9°56′42″ ю. ш. 142°09′36″ в. д.  | Bellevue Islands  |                 |              |
| 127 | Woody Wallis Island         | 10°52′55″ ю. ш. 142°02′06″ в. д. |                   |                 |              |
| 128 | Иама                        | 9°54′00″ ю. ш. 142°46′01″ в. д.  | Bourke Isles      | 338             | 2,6          |
| 129 | Yeta                        | 10°26′ ю. ш. 142°08′ в. д.       | Inner islands     |                 |              |
| 130 | York Island                 | 10°41′02″ ю. ш. 142°31′44″ в. д. |                   |                 |              |
| 131 | Масиг (Йорк)                | 9°44′42″ ю. ш. 143°26′02″ в. д.  |                   | 100             | 2            |
| 132 | Zagai Island                | 9°51′00″ ю. ш. 142°55′01″ в. д.  |                   |                 |              |

Это деление также в некоторой степени отражает социальные и культурные различия между островами. Например, народности, разговаривающие на папуасских языках, проживают на островах восточной группы, а те, которые общаются на австралийских языках, — на островах западной, северной и центральной групп. Население восточных и северных островов занималось сельским хозяйством и проживало в деревнях, в то время как жители других островов занимались преимущественно собирательством, охотой и рыболовством. Основу же существования жителей центральных островов составляла торговля.
В году выделяются два сезона: период засух и дождей. Большинство осадков выпадает в промежутке декабрь—апрель. Тропические циклоны случаются относительно редко. Температурный режим на протяжении года остаётся практически постоянным: температура в ноябре—декабре варьируется между 25,4—31,2 °C, в июле — 22,5—27,7 °C.

### Острова Топ-Уэстерн-Айленс
Острова этой группы находятся очень близко к юго-западному побережью Новой Гвинеи (наиболее близко расположенный удалён менее чем на 4 километра). Саибаи (один из крупнейших остовов Торресова пролива) и Боигу — низменные острова, образовавшиеся из аллювиальных отложений новогвинейских рек, впадающих в Торресов залив. Имеются обширные болотистые местности, мангровые заросли. Острова подвержены периодическим наводнениям.
Ещё один значимый остров группы — Дауан — меньший по размеру остров с крутыми холмами, сложенными преимущественно из гранита. В действительности он является самой северной точкой Большого Водораздельного хребта — горной системы, простирающейся вдоль восточного и юго-восточного побережья Австралии приблизительно на 4000 км. Эта возвышенность стала островом в результате поднятия уровня воды в Мировом океане в конце ледникового периода.

### Острова Уэстерн-Айлендс
Острова этой группы располагаются к югу от середины Торресова пролива и также в большинстве своём являются гранитными горами с насыпью базальтовых пород, образовавшихся из старых гор ныне затопленного сухопутного моста. В эту группу входят остров Моа — второй по величине остров среди островов Торресова пролива, а также Баду — немного меньший остров окруженный обширными мангровыми болотами. Другие меньшие острова — Мабуиаг, Пулу и далее на восток — Нагхир.
С точки зрения культуры и лингвистики эта группа островов наиболее сложная из всех островов пролива. Здесь проживают три из четырёх групп западно-центральных островитян, которые разговаривают на самостоятельных диалектах.

### Острова Лоуэр-Уэстерн-Айлендс

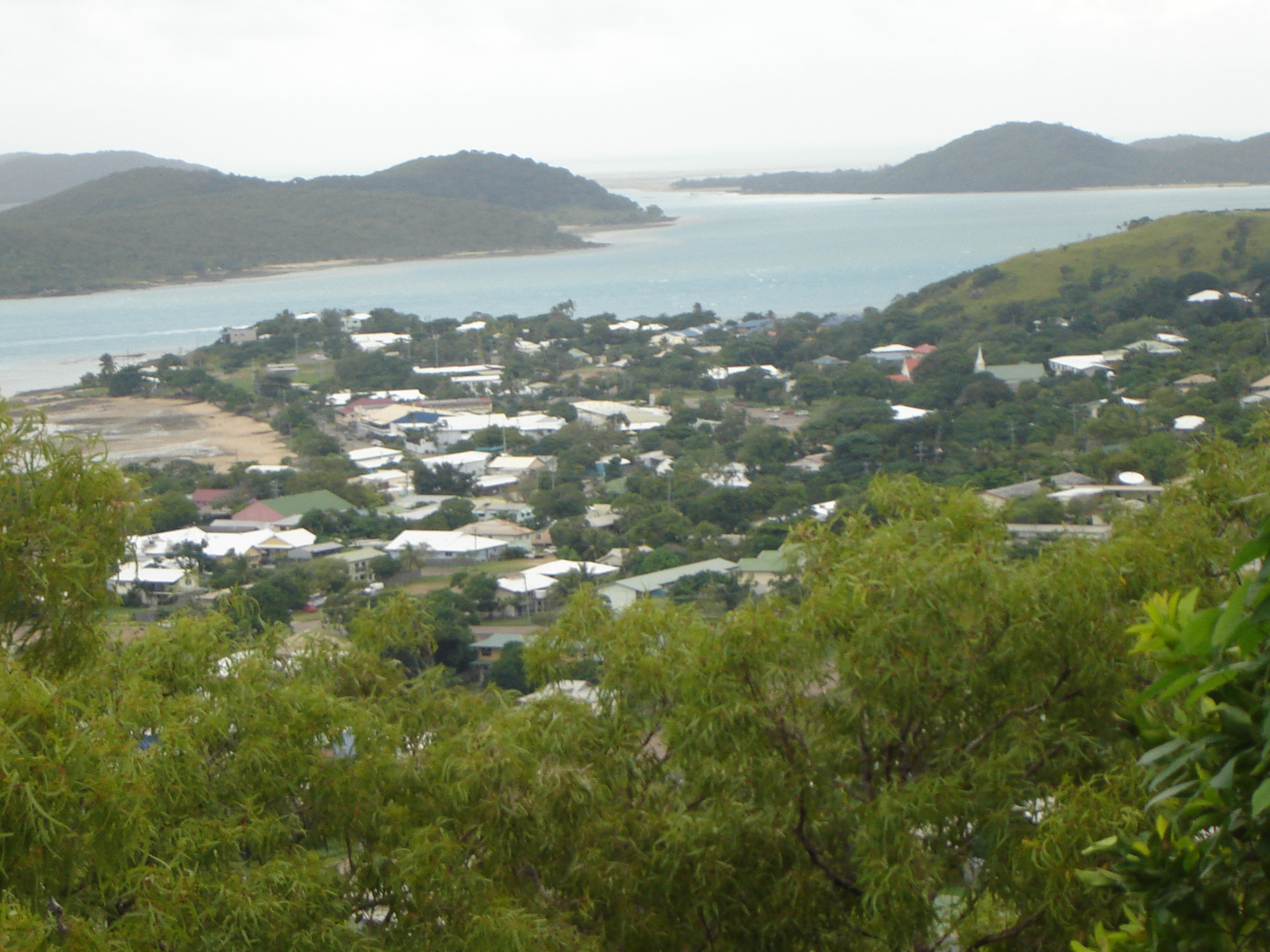
Поселение на острове Терсди

Эта группа, также известная как группа острова Терсди, находится наиболее близко к мысу Кейп-Йорк. Географические и геометрические особенности местности этих островов, а также их геологическое происхождение очень похожи. Муралаг — самый большой остров Торресова пролива, является центром этой группы близко расположенных островов. Намного меньший остров Терсди является административным центром этого региона: он наиболее населён. Ещё один небольшой остров — Думаралаг, расположенный в нескольких сотнях метрах к югу от Муралага. На нескольких из этих островов есть постоянные источники пресной воды, а некоторые из них также имеют небольшие месторождения золота, разработки которого велись в конце XIX—начале XX веков. Из-за близости островов к континентальной Австралии они также были центром рыболовства и добычи жемчуга. На острове Хорн находится региональный аэропорт, и как результат на нём образовалось что-то вроде открытого порта, в котором проживают выходцы с различных общин архипелага. Кирири — ещё один постоянно обитаемый остров в этой группе. Остров Поссейшен известен тем, что Джеймс Кук высадился здесь в 1770 году. Остров Моа из островов Уэстерн-Айлендс в культурном и лингвистическом отношении является частью архипелага Лоуэр-Уэстерн-Айлендс.

### Острова Сентрал-Айлендс
Эта группа занимает большую площадь в центре Торресова пролива, состоя из многих песчаных отмелей, окружённых коралловыми рифами, похожих на те, что обнаружены у Большого Барьерного рифа. Более северные острова этой группы, такие как Гебар или Иама, состоят из базальтовых пород, а не песка. В культурном отношении остров Наги из группы Уэстерн-Айлендс также является частью этой группы. Кроме того, он сложен из базальтовых пород. Низменные острова, имеющие коралловое происхождение и окружённые коралловыми рифами, такие как Порума, Уарпабер и Масиг, в большинстве своём меньше 2-3 километров в длину и не шире 800 метров.

### Острова Истерн
Острова этой группы (в основном Марри, Дауар и Ваиер, а также более северные Эруб и Угар) имеют отличное от других островов архипелага геологическое строение. Они являются вулканическими по происхождению, пиками вулканов, активных во времена плейстоцена. В результате этого на их склонах богатая и плодородная красная вулканическая почва с густой растительностью. Самый восточный из этих островов находится меньше чем в 20 км от Большого Барьерного рифа.

## История
Хотя пролив, в котором расположены острова, был открыт ещё в 1606 году испанским мореплавателем Луисом Ваэсом де Торресом (в его честь он и назван), вплоть до XIX века, когда началась активная колонизация Австралии, архипелаг не вызывал особого интереса у европейцев. Да и впоследствии чужеземцев больше интересовала не культура и население архипелага, а безопасные проходы между островами, благодаря которым корабли могли бы беспрепятственно преодолевать пролив с многочисленными коралловыми рифами.
В 1791 году Эдвардом Эдвардсом были открыты острова Марри. Путешественник составил подробное описание каноэ жителей восточных островов. В 1789 и 1792 годах в проливе побывал английский капитан Уильям Блай, исследовавший значительную часть архипелага. Он также нанёс на карты и дал название острову Дарнли (Эруб) и ряду другим островам и рифам региона. В начале XVIII века острова Торресова пролива были изучены некоторыми путешественниками, экспедиции которых были организованы правительством Нового Южного Уэльса (например, Мэтью Флиндерсом). Тем не менее, только в середине XIX века были организованы крупные научные и исследовательские экспедиции, целью которых было подробное изучение архипелага и его жителей.
В 1860-х годах острова Торресова пролива стали центром коммерческого вылова жемчуга и промысла морского огурца. Активизация экономических отношений с европейцами значительно повлияла на жизнь местных жителей, большинство из которых теперь работало на иностранных шхунах и люггерах. Впоследствии на архипелаг были завезены многочисленные рабочие из Филиппин, Малайи, Японии, а также других островов Тихого океана. Экономический потенциал островов пролива вызвал большой интерес британской колонии Квинсленд, которая стремилась взять его под свой контроль. Уже в 1864 году с целью усиления своего влияния в регионе квинслендское правительство основало поселение Сомерсет на полуострове Кейп-Йорк. Губернатор Квинсленда даже нарёк его «вторым Сингапуром». Хотя основная цель достигнута не была, Сомерсет, а затем и остров Терсди, внесли значительный вклад в расширение политического контроля Квинсленда над островами Торресова пролива.
К 1877 году только острова Мер, Эруб, Угар, Саибаи, Дауан и Боигу находились под юрисдикцией губернатора Фиджи и высокого комиссара Западнотихоокенских территорий. С принятием в 1879 году Закона о прибрежных островах (англ. Queensland Coast Islands Act) аннексионистские цели Квинсленда по отношению к островам Торресова пролива были фактически достигнуты: этот закон официально закреплял контроль колонии над северными и восточными островами. Хотя в будущем администраторами Британской Новой Гвинеи предпринимались попытки пересмотра этого закона, в целом они оказались безуспешными.
После того, как Папуа — Новая Гвинея в 1975 году получила независимость, ее власти начали переговоры с Австралией о демаркации морских границ по десятой параллели, в результате чего острова Торресова пролива Боигу, Саибаи и Дауан должны были отойти Папуа — Новой Гвинее. Однако местные жители были против этого и в 1978 году Австралия и Папуа — Новая Гвинея  подписали Договор о Торресовом проливе (он вступил в силу 15 февраля 1985 года), по которому эти острова остались австралийскими, но для их жителей и граждан Папуа — Новой Гвинеи установили безвизовый режим.

## Демография
Коренными жителями архипелага являются островитяне Торресова пролива, меланезийцы, культурно близкие к прибрежным жителям Папуа — Новой Гвинеи.
Сведения о жителях островов Торресова пролива до середины XIX века фрагментарны и расплывчаты. Тем не менее существовали определённые закономерности в распределении населения. Например, численность населения островов, на которых было развито сельское хозяйство, была значительно выше, чем на других островах архипелага.
Большая часть островов Торресова пролива является территорией Австралийского Союза. Лишь несколько островов в непосредственной близости от побережья острова Новая Гвинея входят в состав Папуа — Новой Гвинеи.
Региональным центром австралийской части архипелага является остров Терсди, расположенный недалеко от острова Принца Уэльского и полуострова Кейп-Йорк. Региональный центр новогвинейской части — остров Дару.
Согласно данным переписи 2001 года, на австралийской части проживало 8089 человек, из которых 6214 человек были коренными жителями островов. Основными языками общения на архипелаге являются кала-лагав-я и мериам-мир. Кроме того, широко используется креольский язык брокан. В настоящее время островитяне проживают в 18 населённых пунктах на 17 островах архипелага. Первое европейское поселение в регионе — Сомерсет на полуострове Кейп-Йорк, основанный в 1863 году. В 1877 году региональный центр был перемещён в Порт-Кеннеди на острове Терсди.